# Rau'shee Warren
Rau'shee Warren est un boxeur américain né le 13 février 1987 à Cincinnati, Ohio.

## Carrière
Sa carrière amateur est marquée par un titre mondial remporté en 2007 à Chicago dans la catégorie poids mouches ainsi que par deux médailles de bronze à Mianyang en 2005 et à Bakou en 2011. Passé professionnel en 2012, il s'incline aux points le 2 août 2015 lors d'un championnat du monde WBO des poids coqs contre le dominicain Juan Carlos Payano mais remporte le combat revanche le 18 juin 2016. Warren perd son titre aux points lors de sa première défense le 10 février 2017 face à Zhanat Zhakiyanov. Il est à nouveau battu le 19 janvier 2019 par Nordine Oubaali dans un combat pour le titre vacant de champion du monde des poids coqs WBC à Las Vegas.

## Palmarès

### Championnats du monde de boxe amateur
- Médaille de bronze en -52 kg en 2011 à Bakou, Azerbaïdjan
- Médaille d'or en -51 kg en 2007 à Chicago, États-Unis
- Médaille de bronze en -51 kg en 2005 à Mianyang,  Chine